# Postdoc
En postdoc er en person i en midlertidig forskerstilling, som har taget en ph.d.-grad. Det er en kort form af det engelske postdoctoral researcher ("efterdoktoral forsker"). Udtrykket har eksisteret på dansk siden 1991. På engelsk kaldes den forskning, en postdoc udfører, for "postdoctoral research" ("efterdoktoral" forskning).
Betegnelsen har ingen relation til den danske doktorgrad, som typisk ligger senere i en akademisk karriere. Navnet hentyder til, at i visse andre lande, fx Tyskland og England, får folk med en ph.d.-grad titlen "doktor".
En postdoc-stilling er typisk en midlertidig stilling på op til 4 år (i DK) på en højere uddannelsesinstitution eller mindre ofte i erhvervslivet.
Stillingen påbegyndes efter opnåelse af niveau af ph.d.-graden og normalt indenfor få år herefter. Forskeren vil typisk være tilknyttet et specifikt forskningsprojekt eller en specifik forskningsgruppe, hvor der er opnået et stipendium til stillingen.
De nærmere detaljer omkring stillingen varierer fra land til land og i visse tilfælde også fra universitet til universitet. For eksempel underviser postdoc'er i Storbritannien ofte de studerende i forbindelse med blandt andet teoretiske øvelser og laboratorietimer, mens disse undervisningspligter i Danmark i højere grad varetages af ph.d.-studerende.
I den danske forskningsverden er antallet af ph.d.er og postdocs steget i de senere år, mens stillinger på det næste trin af karrierestigen (adjunktniveau) ikke i samme grad er fulgt med. Det har givet stillingsstrukturen i forskerverdenen et "timeglas"-udseende. Ca. 10 % af de danske postdocs får senere en fastansættelse indenfor forskerverdenen, mens resten ender udenfor universiteterne.